# Камакура период
Камакура период (1185—1333) је период историје Јапана, који је карактерисан успоставом Камакура шогуната 1192. године. Самураји са шогуном на челу долазе на власт, а цар обавља само церемонијалне функције. Први Камакура шогун је био Минамото Јоритомо.
Камакура период завршава 1333. са уништењем шогуната и кратком поновном успоставом царске власти под царом Го-Даигом.

## Шогунат и регентствоХоџо клана
Јапански средњи век траје 700 година. Јапански средњи век укључује Камакура период и траје до Меиџи периода средином XIX века.

### Шогун и самураји
Камакура период (1185—1333) означава прелаз у коме цар, двор и централна власт остају нетакнуте, али обављају само церемонијалне функције. 
Грађанска, војна и правна питања контролише класа самураја (буши), а најјачи међу њима су прави владари Јапана. Цар Јапана има само церемонијалну улогу. Цар је боравио у Кјоту.
Тај период Јапана се описује као феудализам. Економија је била углавном везана за земљу. Постојала је концентрација војне технологије и моћи у рукама класе ратника самураја. Вазали су морали слушати своје господаре и добијали су феуде као награду. Самураји вазали су поседовали феуд и били су локална војна власт, а тиме су вршили и сву власт на локалном подручју.
Са јачањем самурајске класе долази до усавршавања свих ратничких вештина. Јавља се "Бушидо", пут ратника, никад написани кодекс који је као усмено предање стриктно давао упутства самурајима за све прилике у којима су се могли наћи. Бушидо је био директно инспирисан конфучијанском етиком, зеном и шинтоизмом.

### Минамото Јоритомов шогунат
Кад је Минамото Јоритомо консолидовао власт успоставио је нову владу у свом месту Камакури. Та влада се у Јапану звала бакуфу (значи шаторска влада). Запад ту власт назива шогунат јер је цар Мирамоту дао титулу шогуна. Ипак његова власт није се протезала кроз цели Јапан. Настављао је борбу против Фуџиваре на северу и никад није успио да север или запад потпуно покори својој војној власти. Цар је боравио у Кјоту и имао је формалну власт над целим Јапаном. Камакура је привлачила нове организоване војне породице самураја.
Јоритомо није успео да успостави власт своје породице која би омогућавала наслеђивање шогуната. Кад је умро 1199. његов син Минамото Јори постаје шогун, али није уопште могао да контролише источне самурајске породице.

### Регентство клана Хоџо
Други ратнички клан Хоџо успева да се наметне да буду регенти шогуна. Шогун постаје само фигура, а регенти из самурајске породице Хоџо владају.
Шогун је био заштитник цара. Цар увиђа да му је заштитник без моћи, а да заправо влада регент из Хоџо клана. Појављује се тензија између Кјота (седиште цара) и Камакуре (седиште шогуна). Избија Јокју рат 1221. између цара Го-Тоба и другог регента Хоџо Јошитоки-ја. Хоџо побеђује и царски двор се ставља под пуну контролу регента Хоџоа. Лишили су двор и оно власти што је имао. Царски двор је сад морао питати шогуна или регента за било шта. Царски двор је ипак задржао власништво над бројним имањима.
Током власти трећег регента (Хоџо Јасутоки) успостављен је државни савет, који врши прерасподелу власти, тиме што омогућује другим самурајским вођама да имају велику судску и законодавну власт. Успостављен је облик колективног водства са регентом из клана Хоџо на челу. 
Усваја се нови највиши војни закон 1232, који означава прелаз према милитаризованом друштву. Царски двор у Кјоту је још увек следио 500 година старе конфучијанске принципе, усвојене из Кине, засноване на правди и законитости. Тај највиши закон је вредео следећих 635 година. Изражавао је дужности слугу и војних команданата, решавао је проблеме наслеђа и проблеме свађа око земљишног поседа.

## Процват будизма
У времену насиља и нејединства људи су тражили спас. Током Камакура периода долази до велике популарности будизма. 
Две нове секте су се поготово уздигле: Јодо секта и Зен будизам. Зен будизам је одбијао било какав писани или духовни ауторитет.
Истицали су моралне испред интелектуалних достигнућа, чиме су привукли самураје. Самураји су масовно сматрали Зен-будизам правом истином.

## Монголске инвазије
Средином IX века Јапан је погоршао односе са Кином. Одржавао је само неке односе са јужном Кином (јужна Сонг династија). Јапан је био изолован од остатка света. Међутим 1268. монголски господари Кине захтевају да им Јапан плаћа данак. Јапан то одбија.

### Прва инвазија Монгола
Монголска инвазија је уследила 1274. године. Више од 600 бродова превозило је према Јапану 23.000 војника (Монгола, Кинеза и Корејанаца) заједно са катапултима, запаљивим пројектилима и стрелама. Они се групишу у борби у затворене формације против самураја навиклих на борбу један на један..
Ипак самураји успевају да одбију напад надмоћнијег нападача у Хакати на северу Кјушуа. Следећег дана монголске бродове потапа нагли тајфун.

### Друга инвазија Монгола
Кублај-кан се 1281. године одлучује за другу инвазију. Седам седмица су се борили Јапанци против Монгола у североисточном Кјушуу. Поново је тајфун уништио монголску флоту. Шинто свештеници су то приписивали божанском ветру (камиказе), као знаку специјалне небеске заштите Јапана.
Инвазија је оставила дубоки утисак међу самурајима. Појачана је свест о могућности кинеске опасности. Јапанска победа с друге стране дала је самурајима осећај борилачке супериорности. Тај осећај је остао у Јапану до 1945. Та победа је самурајима уверила да је шогунат одлична форма владавине. 
Монголски рат је исцрпио економију. Иако су победили у тој победи нису се могли компензовати ратним добицима. Није било земље довољно да се награде заслужни самураји у тим биткама. Дотад је био обичај да после битке победник награди своје истакнуте самураје земљом побеђенога. Порези су се морали повећати, тако да је само расло незадовољство. Појавиле су се читаве разбојничке банде ронина (самураја без вође, тачније самураја отпадника). Хаос је растао и шогунат је назадовао.

## Грађански рат
Видевши хаос Хоџо је давао све више власти великим самурајским породицама. Да би даље ослабио царску власт шогунат је дозволио да се две царске линије смењују на царском трону. Те линије су познате по називима Јужни Двор, као млађа линија и Северни Двор као старија линија. Неколико смена царева је обављено по том принципу.
На власт долази цар Го-Даиго (1318—1339), члан Јужног Двора. Го-Даиго жели да његов син буде цар после њега, па отворено проглашава свога сина наследником. Жели и да свргне шогунат. Шогунат протерује 1331. Го-Даига, што изазива побуну лојалиста. Лојалисти потпомогнути разним побуњеницима побеђују Тођо регента 1333. године.
Цар Го-Даиго жели да поврати царски ауторитет и конфучијске законе од пре шогуната. Настао је период реформи зван и Кемо обнова (1333—1336). Ојачава се позиција цара и дворских племића у односу на самураје.
Међутим део оних што су помогли цару да се шогунат сруши сада прелази на страну Северног Двора и настаје дуг период грађанског рата (1336—1392). На почетку грађанског рата Го-Даига терају са двора и доводе цара из линије Северног Двора, а побуњеник Ашикага Такауџи постаје шогун. Тако је после краткотрајне царске владавине (Кенму обнова 1333-1336) успостављен нови шогунат Ашикага, који је остао на власти током периода Муромачи (1336-1573).